# II. třída okresu Sokolov 2003/2004
V soubojích fotbalové II. třídy okresu Sokolov 2003/2004, jedné ze skupin 8. nejvyšší fotbalové soutěže, se utkalo 12 týmů dvoukolovým systémem podzim – jaro. Tento ročník skončil v červnu 2004. Postup si zajistily první dva týmy TJ Baník Krásno a TJ Baník Svatava, sestoupil poslední tým FK Olympie Březová „B“.

## Výsledná tabulka
| Poř. | Tým                           | Z  | V  | R | P  | VG | OG | B  |
| ---- | ----------------------------- | -- | -- | - | -- | -- | -- | -- |
| 1.   | TJ Baník Krásno               | 22 | 14 | 6 | 2  | 58 | 19 | 48 |
| 2.   | TJ Baník Svatava              | 22 | 13 | 5 | 4  | 64 | 32 | 44 |
| 3.   | FK Baník Sokolov „B“          | 22 | 13 | 3 | 6  | 71 | 37 | 42 |
| 4.   | FK Jindřichovice              | 22 | 12 | 5 | 5  | 59 | 26 | 41 |
| 5.   | TJ ROTAS Rotava               | 22 | 12 | 4 | 6  | 77 | 38 | 40 |
| 6.   | OSS Lomnice „B“               | 22 | 9  | 5 | 8  | 44 | 54 | 32 |
| 7.   | 1. FC Vřesová                 | 22 | 9  | 3 | 10 | 52 | 55 | 30 |
| 8.   | FK Staré Sedlo                | 22 | 8  | 3 | 11 | 41 | 60 | 27 |
| 9.   | Dynamo Krajková               | 22 | 4  | 9 | 9  | 36 | 65 | 21 |
| 10.  | TJ Baník Union Nové Sedlo „B“ | 22 | 5  | 4 | 13 | 41 | 60 | 19 |
| 11.  | Sokol Kaceřov                 | 22 | 5  | 4 | 13 | 33 | 68 | 19 |
| 12.  | FK Olympie Březová „B“        | 22 | 0  | 5 | 17 | 23 | 85 | 5  |

Poznámky:
- Z = Odehrané zápasy; V = Vítězství; R = Remízy; P = Prohry; VG = Vstřelené góly; OG = Obdržené góly; B = Body; (S) = Mužstvo sestoupivší z vyšší soutěže; (N) = Mužstvo postoupivší z nižší soutěže (nováček)

|  | Postup do I. B třídy Karlovarského kraje 2004/2005 |
|  | Sestup do III. třídy okresu Sokolov 2004/2005      |